# 奥西片科 (第聂伯罗彼得罗夫斯克州)
48°2′32″N 34°22′38″E / 48.04222°N 34.37722°E
奧西片科（烏克蘭語：Осипенко）是烏克蘭中部的村莊，隸屬第聶伯羅彼得羅夫斯克州的第聶伯羅區。該村處於柳比米夫卡河畔，距離希日涅2.5公里，海拔高度140米，2001年人口175。